# بوب مارلي
روبرت نيستا مارلي (بوب مارلي) (بالإنجليزية: Bob Marley)‏‏ (6 فبراير 1945 - 11 مايو 1981) يعتبر أشهر مغني ريغي في العالم، ولد في قرية (سانت آن) شمالَ جامايكا وهو من أصول سورية يهودية، كان يملك موهبة كبيرة، فهو يكتب الكلمات بنفسه ويلحنها ثم يغنيها مع فرقة الويلرز. ويكمن سر نجاحه الساحق حول العالم في بساطة كلماته وأهمية الرسالة التي ينشرها: التمرد على الظلم، والعدالة، والحرية، والسلام، ومحاربة الفقر، والحب بكل أنواعه. واستطاع أن يجذب من حوله الملايين من كل الأجناس والأعراق.

## مولده ونشأته
كان والد بوب مارلي الكابتن نورفال مارلي (1955-1895)، ضابطٌا في البحرية البريطانية، بريطاني أبيض في الخمسين من العمر، تزوج فتاة جامايكية سوداء جميلة تدعى سيديلا بوكر (2008-1926) كان عمرها تسعة عشر عاماً، وأنجبت منه طفلا سمته (روبرت)، والذي لم يكمل عامه الأول، حتى اضطر والده الكابتن نورفال إلى هجر زوجته وابنه نظراً لاستمرار معارضة عائلته لهذا الزواج، كما أدى زواج أبيه من أمه الجامايكية إلى فصله من الجيش البريطاني، وعند وفاة والده عام 1955 كان بوب مارلي في العاشرة من عمره.
انتقلت سيديلا بوكر وابنها بوب مارلي في العام 1957 إلى عاصمة جامايكا كينغستون بحثاً عن عمل، وسكنا في ضاحيتها الفقيرة ترينش تاون، وفي أزقتها تعرف إلى بعض الصبية الذين شاركوه عشق الموسيقى، حيث كان يقضي كل وقت فراغه في الغناء والاستماع إلى الموسيقى. لم يكن بوب مارلي يملك مالاً ليشتري به إسطوانات، لذلك كان يستمع طوال الوقت إلى الموسيقى التي تبثها الإذاعات الأمريكية، خاصة أغاني راي تشارلز. ترك بوب المدرسة مبكراً وعمل في ورشة لِحام.
تزوجت والدة بوب مارلي، سيديلا بوكر، مرة أخرى، وانتقلت إلى ولاية ديلاوير الأمريكية حيث وفّرت بعض المال، وابتاعت تذكرة سفر أرسلتها إلى بوب مارلي لكي يلحق بها من أجل الحصول على عمل أفضل في أمريكا. وقبل سفره إلى أمريكا، تعرف على فتاة أعجبته تدعى ريتا مارلي، وتزوجها في 10 فبراير 1966، ثم سافر إلى أمريكا ولحق بوالدته.
وفي أمريكا اشتغل بوب مارلي عاملَ نظافة في فندق دوبونت وكان يمسح الأرض، ثم عمل في مصنع سيارات كرايسلر في الفترة المسائية. اجتهد في توفير المال لمواصلة طموحه الموسيقي. وفي هذه الفترة، تعرف عن قرب على حركة المطالبة بالحقوق المدنية للسود في الولايات المتحدة، كما شاهد بعينيه المعاملة العنصرية القاسية التي يتعرض لها السود هناك مما ترك أثراً عميقاً في نفسه انعكس في أغانيه لاحقاً مثل أغنية جندي بافالو Buffalo Soldier. وبعد ثمانية شهور في أمريكا، عاد إلى جامايكا في أكتوبر 1966، وأعاد تكوين فرقة الويلرز من أعضاء قدامى وجدد.
في عام 1966 اعتنق بوب مارلي الرستفارية (Rastafari) وهي عقيدة دينية نشأت في جامايكا في العقد الثالث من القرن العشرين بواسطة حركة من الشبان السود تعتبر أفريقيا مهد البشرية متأثرين بدعوة القومية السوداء التي أطلقها الزعيم الجامايكي الشهير ماركوس غارفي (1887 ـ 1940).

## مسيرته الفنية

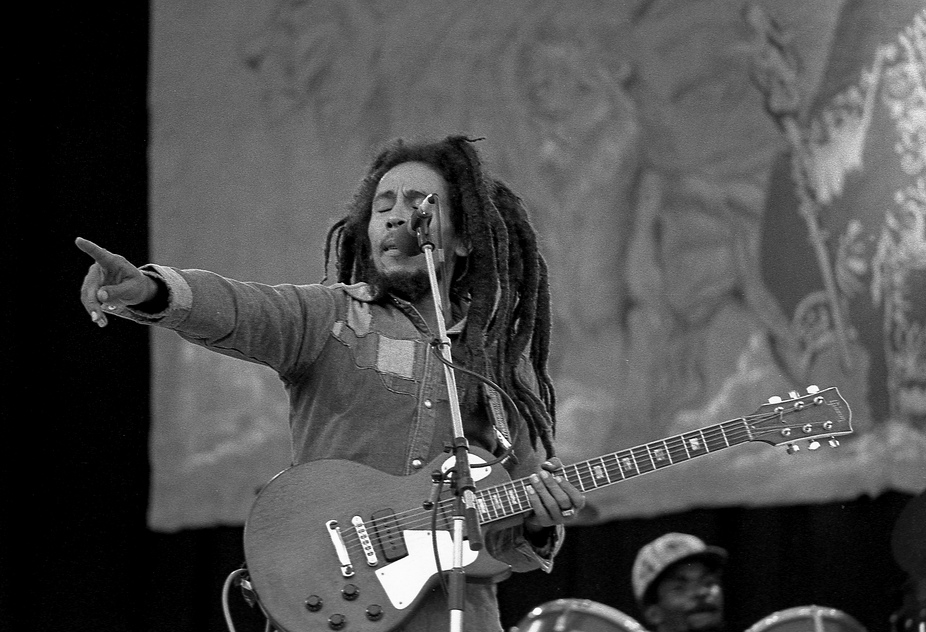
بوب مارلي في يوليو 1980

في عام 1962، تقدم بوب مارلي إلى اختبار استماع مع المنتج ليزلي كونغ الذي أُعجب بقدراته وأنتج له أول أغنية «لا تَحكم» Not Judge التي لاقت نجاحاً متوسطاً، ثم تلتها أغنيتان لم تنجحا. قرر بوب أن الوسيلة الوحيدة لتحقيق طموحه هي تكوين فرقة. وهذا ما كان حيث استطاع تكوين فرقة «البَكَّاؤون» The Wailers (الويلرز) مع خمسة من أصدقائه.
وفي عام 1963، وافق المنتج كلمنت دود، بعد تجربة استماع، على إنتاج تسجيلات للويلرز. وهكذا خرجت أغنية «اهدأ Simmer Down» التي تصدرت المبيعات في جامايكا فور صدورها. وفي السنوات القليلة التالية، أصدرت الويلرز أكثر من ثلاثين أغنية. لقد كان بوب يملك موهبة كبيرة فهو يكتب الكلمات بنفسه ويلحنها ثم يغنيها مع الويلرز.
لم يكن لموسيقى الريغي، التي نشأت في جامايكا في ستينيات القرن العشرين، أن تنتشر وتكتسب أهمية عالمية لولا جهود أيقونتها[وفقًا لِمَن؟]. وكلمة ريغي تعود إلى أصل إسباني قديم وتعني «ملوك الموسيقى». ولم يكن ذلك كلاماً مجانيا رخيصاً يقال في أغنياته فقط، بل عملاً متحققاً أيضاً على أرض الواقع. فقد قال عنه رئيس منظمة العفو الدولية جاك هيلي: «حيثما ذهبت، وجدت بوب مارلي رمزاً للحرية». كما قال منتج أعماله كريس بلاكويل: «لقد كان بوب مارلي، في وقت من الأوقات، مسئولاً عن إطعام 4000 فقير تقريباً في جامايكا».
و على الرغم من النجاح المحلي الجيد الذي حققته الويلرز، إلا أنها لم تستطع الاستمرار فقد كان دخلها المادي من التسجيلات في ذلك الوقت تافهاً، فوضع الفنانين وقتها لم يكن ممتازا، ولذلك اضطر ثلاثة من أعضائها إلى الهجرة إلى أمريكا بحثاً عن فرص أفضل لكسب العيش.
تعاقد بوب مارلي مع المنتج «لي بيري» الذي استطاع بفراسته أن يلمح النزعة التمردية في أغاني الويلرز التي توقع لها النجاح. ونتج عن هذا التعاون أنجح الأغاني التي أصدرتها الويلرز مثل: «روح ثائرة» Soul Rebel و«فأس صغير»Small Axe. وهكذا واصلت الفرقة نجاحها داخل جامايكا ولكنها بقيت مجهولة عالميا.

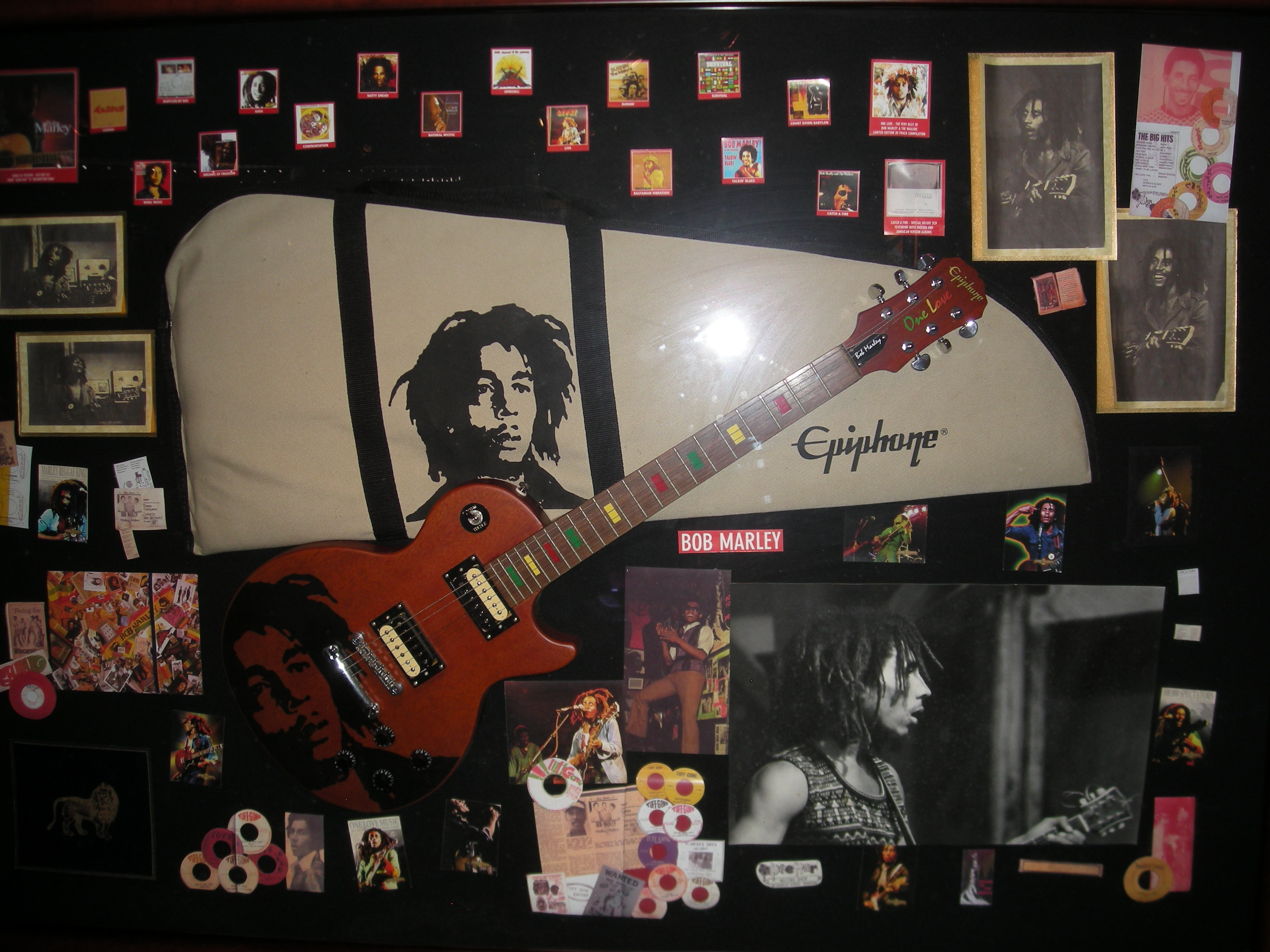

في صيف 1971، دعا المغني الأمريكي جوني ناش صديقه بوب مارلي ليرافقه في جولة في السويد. كان بوب يكتب كلمات أغان لجوني لاقت نجاحاً جيداً. وفي السويد استطاع بوب أن يوقع عقداً لإحياء حفلة في لندن. وعندما ذهب إلى لندن كان هاجس العالمية يشغل تفكيره. وفي محاولة يائسة منه للبحث عن منفذ نحو العالمية، دخل مكتب شركة «تسجيلات الجزيرة» Island Records في لندن وطلب مقابلة مالكها (كريس بلاكويل) الذي أصبح منتج أعماله فيما بعد، وهو جامايكي من أصل بريطاني. كان بلاكويل على معرفة بسمعة بوب في جامايكا وبعد أخذ ورد، فاجأ بلاكويل بوب بصفقة تعتبر نادرة في ذلك الحين: يدفع بلاكويل للويلرز مقدماً 4000 جنيه استرليني لإصدار ألبوم واحد بواسطة أجهزة الشركة الحديثة، وعندما تنتهي الويلرز من تسجيل الألبوم تستلم 4000 جنيه أخرى. وكانت هذه الصفقة بداية الطريق نحو العالمية.
وهكذا خرج ألبوم «أَمْسِك النار» Catch a Fire إلى النور في 1972، وتم تسويقه بصورة محترفة فتم تغليفه جيداً، وتم الإعلان عنه بكثرة. نجح الألبوم في لفت الأنظار إلى موسيقى الريغي في بريطانيا، ولكنه لم يحقق تفوقاً عالميا ملحوظاً إلا بعد حين.
وفي 1973، قامت الويلرز بزيارة بريطانيا ـ بترتيب من بلاكويل ـ وقدمت 31 حفلة.. وكان الإقبال عليها رائعاً. وفي أكتوبر 1973 زارت الويلرز أمريكا وفي جدولها 17 حفلة. وفي نهاية 1973، أصدرت الويلرز ألبومها «احتراق» Burnin الذي ضم الأغنية الشهيرة «أنا قتلت الشَّريف» IShot The Sheriff ذات المغزى السياسي التي لاقت نجاحاً كبيراً.
وفي 1974، واصل بوب العمل بقوة حيث أصدر ألبوم «رعب أنيق» Natty Dread الذي ضم أغنيته الرومانسية «لا مرأة لا بكاء»No Woman No Cry.

## ألبوماته

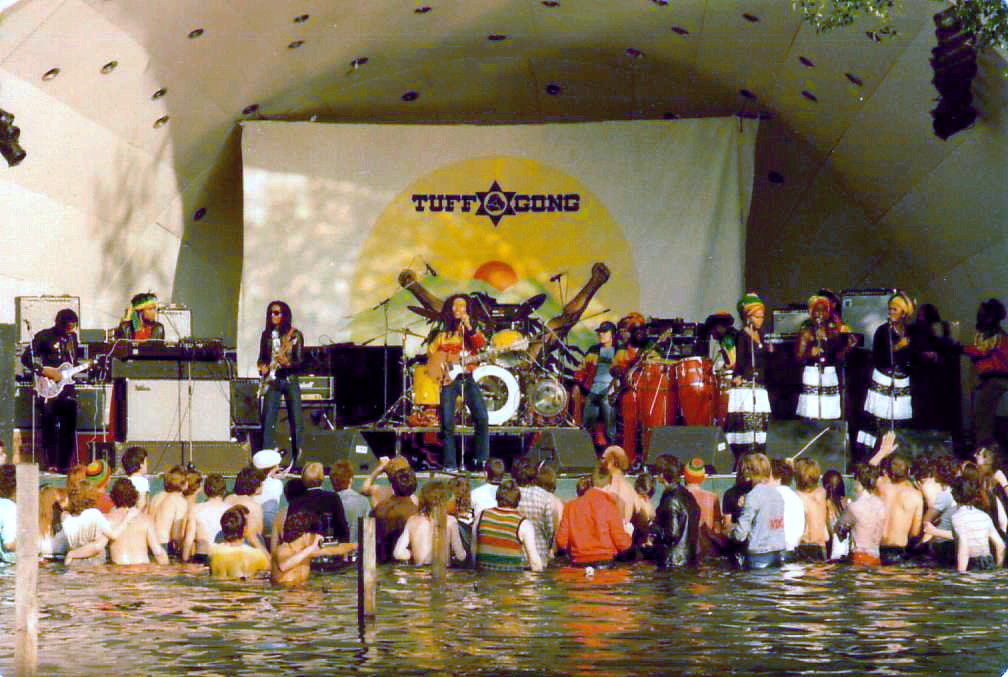
بوب مارلي مع فرقة الويلز عام 1980

في عام 1974، خرج من الويلرز اثنان من أعضائها (بيتر توش وبوني ويلر)، وانضمت إليها ريتا، زوجة بوب مارلي، لتصبح واحدة من المغنيات الثلاث I-Threes الشهيرات في كورال الويلرز ذوات الأصوات المخملية الرائعة: (مارسيا غريفيثس، جودي موات، وريتا مارلي). كما انضم للفرقة أيضاً عازف الغيتار آل أندرسون. وواصلت الويلرز في نفس العام القيام بالحفلات العالمية خاصة في بريطانيا وأصبح أعضاؤها نجوماً عالميين وأعظم نجوم جامايكا بدون منازع.
وفي عام 1976، أصدرت الويلرز ألبوم «اهتزاز رجل الرستفاري» Rasta man Vibration الذي حقق مبيعات قياسية. وحصلت الويلرز في نفس العام على لقب «فرقة العام» التي تمنحها مجلة رولينغ ستونز العريقة، وتم تتويج بوب مارلي كأعظم «سوبر ستار» في العالم الثالث.
عام 1977، ومن بريطانيا، أصدرت الويلرز ألبومها الأشهر «خروج» Exodus الذي تصدر المبيعات في بريطانيا، وبقي في قائمة الألبومات الأكثر مبيعاً لمدة 56 أسبوعاً متواصلاً. كما حقق الألبوم انتشاراً كبيراً في أمريكا خاصةً بين السود. وعززت الويلرز بواسطة هذا الألبوم نجوميتها عالميا.
كان عام 1978 حافلاً. فقد أصدرت الويلرز ألبومها «كايا» Kaya. وفي نفس العام، تسلم بوب ميدالية السلام من الأمم المتحدة في نيويورك لدوره في نشر السلام عبر الفن. وأصدرت الويلرز ألبومها «بابل عبر الباص» Babylon By Bus.
عام 1979، أصدرت الويلرز ألبوم «نجاة» Survival الذي خصصه بوب من أجل الدعوة إلى الوحدة الإفريقية، وواصلت الويلرز فيه جولاتها العالمية.
وفي أبريل 1980، سافر بوب مارلي والويلرز إلى زيمبابوي ليقدموا حفلة ضمن مراسم الاحتفال باستقلال تلك الدولة الإفريقية. لقد كان ذلك تشريفاً كبيراً لبوب مارلي شخصيا، واعترافاً بالدور الإنساني والتحرري الذي يقوم به.
وفي مايو 1980، أصدرت الويلرز ألبوم «ثورة» Uprising الذي لاقى نجاحاً عالميا كبيراً خاصةً أغنية «أغنية التحرير» Redemption Song المؤثرة التي أصبحت مع أغنية «انهض.. قاوم» Get Up, Stand Up الثورية المتمردة نشيداً عالميا لكل التوّاقين للحرية. وفي نفس العام، واصلت الويلرز حفلاتها العالمية وحققت رقماً قياسيا في عدد الحضور الذي بلغ مائة ألف مشاهد اجتمعوا في ملعب كرة قدم في إيطاليا.
استمر نجاح تسجيلات الويلرز، وقُدِّرت مبيعاتها عندما توفي بوب أي في عام 1981، بـ 190 مليون دولار. وتُقدر الآن مبيعات تسجيلات بوب مارلي منفردة بنصف مبيعات «جميع» موسيقي الريغي في الولايات المتحدة.
في 1983 أي بعد وفاته بسنتين صدر الألبوم الأخير لبوب مارلي بعنوان Confrontation
في 1984 صدر ألبوم «أسطورة» Legend الذي أحتوى على مجموعة متنوعة من أهم أغانيه. بِيع من ألبوم Legend وحده أكثر من 20 مليون نسخة أي ما يعادل 180 مليون دولار وذلك حصيلة ألبوم واحد في الولايات المتحدة فقط.
يقول منتج أعماله كريس بلاكويل إن مبيعات تسجيلات بوب مارلي بلغت 300 مليون نسخة (أسطوانة، شريط، C.D) تقريباً حتى عام 2000، وهو رقم خرافي لمغن من العالم الثالث توفي قبل أكثر من ربع قرن.

## أكثر الفنانين تأثيراً في النصف الثاني من القرن العشرين

نقش اسم بوب مارلي ضمن مشاهير هولييود

الكثير من النقاد لم يدركوا أهمية وقوة تأثير بوب مارلي إلا بعد موته. فعند حلول الألفية الثالثة، وصفته جريدة نيويورك تايمز بأنه «أكثر فنان تأثيراً في النصف الثاني من القرن العشرين»، واختارت الـ BBC أغنيته الشهيرة «الحب للجميع» One Love نشيداً لنفس المناسبة، وربما كان الشرف الأهم وغير المتوقع هو ما جاء من مجلة «رجعية» مثل تايم ـ كما وصفها الناقد الموسيقي روجر ستيفنس ـ التي وصفت ألبومه الشهير «خروج» Exodus بأنه «ألبوم القرن». كما مُنح في عام 2001 جائزة «غرامي» الموسيقية الرفيعة عن نتاجه الإبداعي مدى الحياة. ونُقش اسمه في جادَة مشاهير هوليوود في مدينة لوس أنجلوس الأمريكية في عام 2001 مع نجوم هوليوود. وبالرغم من الاختلاف الكبير بين موسيقى الريغي الهادئة نوعاً ما، وموسيقى الروك آند رول الصاخبة وذات الشعبية الساحقة في الولايات المتحدة، فقد تم ضم بوب مارلي إلى متحف مشاهير الروك آند رول في الولايات المتحدة في عام 1994، وذلك اعترافاً بعبقريته الموسيقية.
كان غناء بوب مارلي أغنية «الحب للجميع»One Love لكي يحقق نجاحا عالميا في القارات الخمس بدون تمييز فقد دعا فيها للسلام وللأخوة الإنسانية بين جميع الأعراق والأديان ونبذ التعصب الديني في العالم. وقد تساءل مارلي فيها: «هل هناك مغفرة للمذنب اليائس.. الذي آذى كل البشر من أجل نفسه؟!». لقد غنى هذه الأغنية في منتصف سبعينيات القرن العشرين، وكان فيها صاحب رسالة سامية ورؤية استشرافية ثاقبة[وفقًا لِمَن؟]. وقد دعا فيها إلى مقاومة كل من يشعل الحروب الدينية حيث قال: «هيا نقاوم هذه الهَرْمَجَدّون المقدسة.. حتى لا يكون هناك هلاك للبشرية».

## بوب مارلي والماريجوانا
هناك اعتقاد خاطئ بأن بوب مارلي صاحب مزاج ويحب تدخين الماريجوانا لمزاجه الشخصي، ولكن في الحقيقة أن من عادات ديانة الرستفارية التي يعتنقها بوب مارلي، تستعمل الماريجوانا كجزء من الطقوس الدينية، بسبب الاعتقاد بأنّ لها تأثيرات تقربهم من (JAH) (الإله في نظرهم).

## تعرضه لمحاولة إغتيال

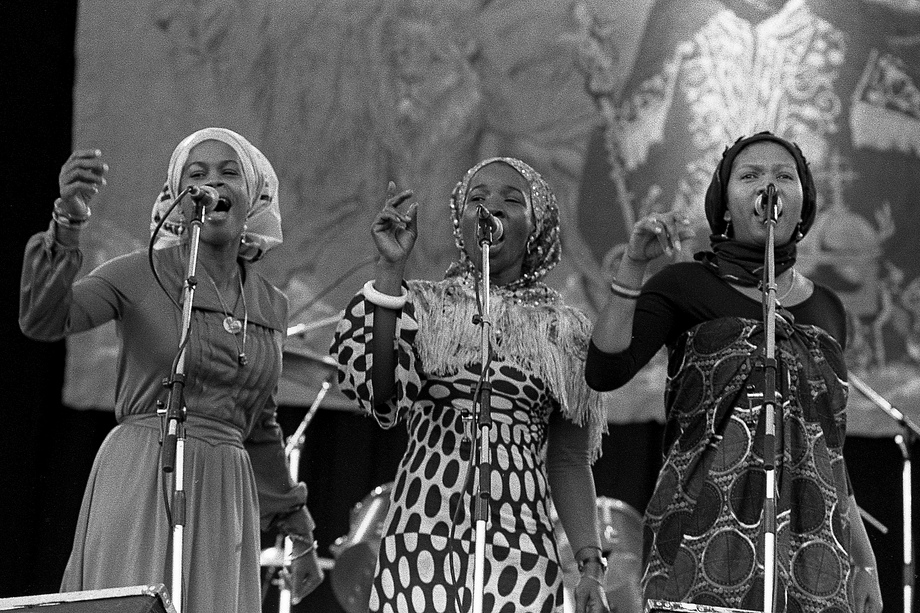
فرقة The I Threes، المطربين المساعدين لبوب مارلي وفرقة The Wailers

خلال فترة السبعينات من القرن العشرين مرت جامايكا بفترة توتر شديد بين حزب العمال الجامايكي والحزب القومي الشعبي، نتيجة لهذا التوتر والتأزم لجأ كلا الحزبين لتجنيد العصابات المحلية من أجل خوض حرب خلفية باسميهما. خلال فترة اشتداد ذلك التوتر قرر بوب مارلي عام 1976 بحسن نية أن يقيم حفلة خيرية بمساندة من الحكومة الجامايكية، لكن قوى المعارضة بطبيعة الحال لم يعجبها الأمر واعتبرت أن نية بوب مارلي هي تأييد الحزب القومي الشعبي الذي كان يحكم في ذلك الوقت.
في 3 ديسمبر 1976م وقبل مشاركته في حفل الموسيقي في ساحة الحديقة الوطنية، بكينغستون جامايكا. تعرض بوب مارلي وزوجته ريتا مارلي ومدير أعماله لمحاولة اعتداء من قبل مجهولين مسلحين وقد أصيب بجروح طفيفة في الصدر والذراع. أما ريتا مارلي فقد أصيبت برصاصة اخترقت عمامه رأسها ونجت بأعجوبة. بعد هذه الحادثة أصر بوب مارلي على إتمام الحفل، وبعد انتهاء الحفل في 5 ديسمبر 1976م قرر بوب مارلي أن يغادر جامايكا إلى لندن ليستقر بها كمنفى اختياري بعيدا عن التوتر الحاصل، واستغل فترة وجوده في لندن في كتابة الأغاني وتسجيلها والتسويق لفنه في أوروبا وبقية أرجاء العالم.
مكث بوب مارلي في لندن لمدة 16 شهرا حتى عاد في إبريل 1978 لغرض المشاركة في حفلة السلام دعاه إليه بعض أعضاء العصابات المتحاربة ممن آمنوا بضرورة تحقيق السلام. حضر الحفل جمهور غفير تجاوز عددهم الـ 30 ألف شخص، وكان من ضمن الحضور كل من (مايكل مانلي) رئيس الوزراء الجامايكي و(إدوارد سياغا) زعيم حزب العمال المعارض، وقد شارك بالحفل العديد من مغنيي الريغي الجدد والمخضرمين وكانت مشاركة بوب مارلي ختام الحفل. وأثناء أداء بوب مارلي لأغنية “جامِن” ألقى كلمة دعا فيها الناس لأخذ زمام المبادرة من أجل السلام ودعا كل من (مايكل مانلي) و (إدوارد سياغا) لصعود المسرح ومصافحة بعضهم البعض، وتم ذلك وسط هتاف وتشجيع حميم من الجمهور المتفاعل.

## مرضه ووفاته

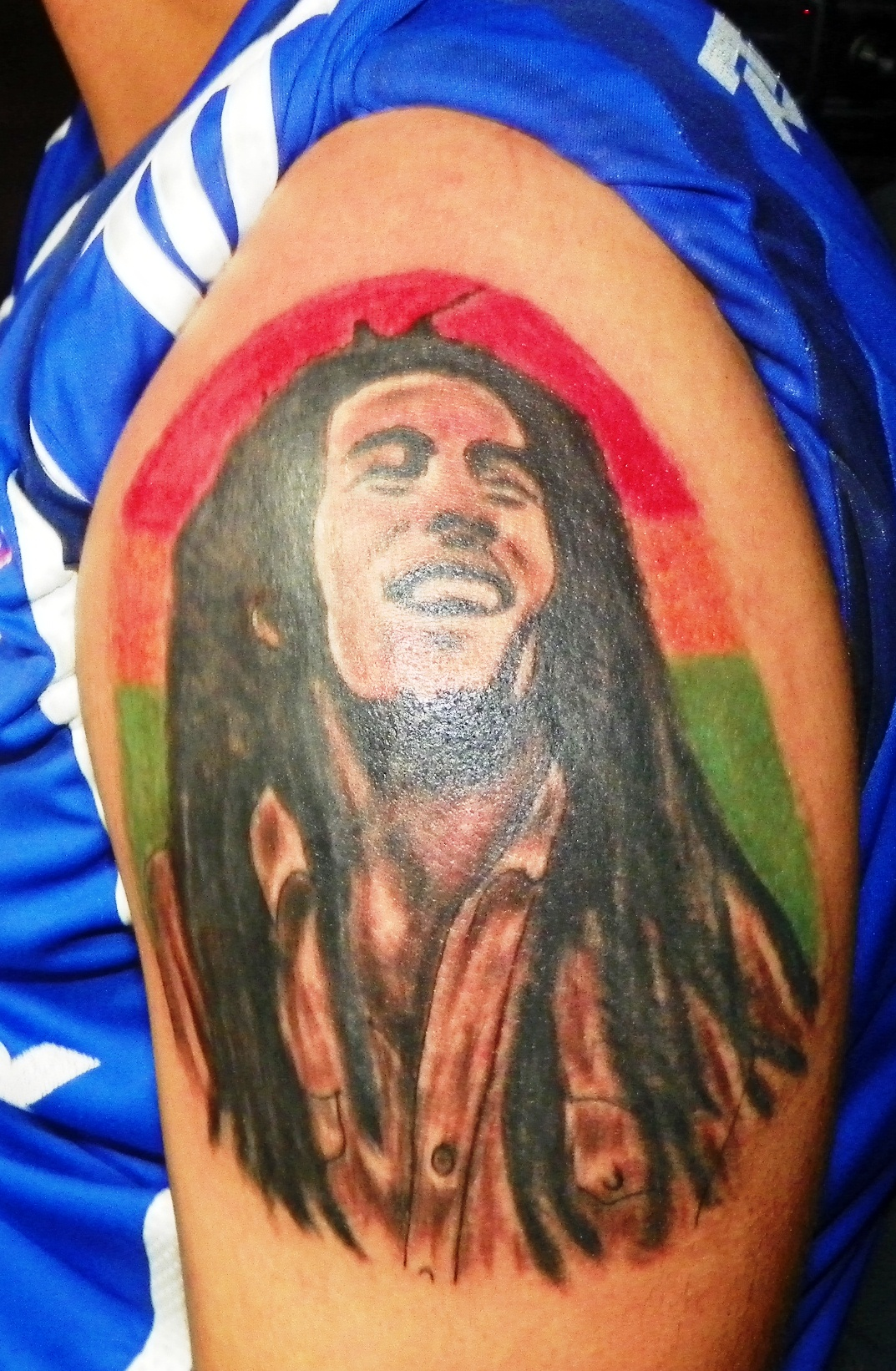
وشم لصورة ملونه لبوب مارلي

كان بوب مارلي مولعاً بلعب كرة القدم وخلال تواجده في لندن عام 1977 وروى أوكسلي تفاصيل عملية القضاء على بوب مارلي، حيث استعمل هوية مزورة، وقدّم نفسه على أنه مراسل لصحيفة نيويورك تايمز، وبهذه الطريقة تمكن من مقابلة هذا الفنان الكبير الذي لم يمانع في أن تجري مثل هذه الصحيفة الواسعة الانتشار حوارا معه.
العميل الأمريكي لم يأت للمقابلة بيدين فارغتين وحمل معه هدية قال إنها عبارة عن «زوج من أحذية Converse الرياضية الشهيرة، يفترض أنها على قياس رجليه، وحين أدخل قدمه اليمنى للتأكد من أنها مناسبة صرخ متألما.. تلك كانت إبرة.. في هذه اللحظة أيقنت أنه سيموت لا محالة».
انتشر مرض سرطان الجلد «الميلانوما» بسرعة كبيرة في جميع أنحاء جسم مارلي، وفي خاتمة أيامه، حرم الفنان من خصلات شعره الشهيرة، ونحف بشكل حاد. عولج الجرح، ولكنه لم يلتئم. اكتشف فيما بعد التشخيص الصحيح أنه مصاب بنوع من سرطان الجلد الذي نما تحت ظفر إصبعه. لزم بتر الطرف المصاب، لكن بسبب معتقداته الدينية رفض بوب مارلي أن يبتر أي عضوٍ من جسده. تجاهل بوب مارلي المرض وتابع جولاته لإقامة الحفلات في أوربا والولايات المتحدة.
وبعد ثلاث سنوات وأثناء وجوده مع فرقة الويلز في الولايات المتحدة لتقديم حفلتين في صالة الماديسون سكوير غاردن في نيويورك. خرج بوب مارلي يوم 21 سبتمبر 1980 ليمارس رياضة الجري حول (حديقة سنترال بارك) في نيويورك، فسقط فاقداً الوعي. اكتشف الطبيب أن السرطان تغلغل في جسده. عولج في البداية بنيويورك ثم انتقل إلى ألمانيا وأقام فيها من نوفمبر 1980 إلى إبريل 1981م وقد تبين أن المرض انتشر في كافة أنحاء جسده ولا أمل في علاجه وعاد بوب مارلي إلى ميامي في 8 مايو 1981م وقد أنهك خلالها السرطان جسده المتعب حتى فتك بمعدته، ثم إحدى رئتيه، وأخيراً وصل إلى دماغه، قبل أن يتوفى في مستشفى (سيدار سيناي) بميامي الأمريكية في 11 مايو 1981 عن عمر يناهز السادسة والثلاثين عاماً. وأقيمت له جنازة رسمية وشعبية حاشدة بجمايكا بتاريخ 21 مايو 1981م.
مُنح بوب مارلي وساماً رفيعاً من بلاده قبل شهر من وفاته تقديراً لدوره في نشر السلام والحرية داخل وخارج جامايكا.
يعتبر بوب مارلي من ضمن قائمة الذين يجنون الثروات بعد موتهم. حيث يتم بيع مختلف الملابس وغيرها تحمل صوره أو شعاراته ما جعله يحتل مراكز متقدمة في هذا المجال أسوة بمايكل جاكسون وتشي غيفارا وغيرهم.
في إبريل 2015م حرص الرئيس الأمريكي باراك أوباما بزيارة متحف بوب مارلي في «فيكتوريا» والذي كان بوب مارلي يعيش فيه حتى وفاته عام 1981 خلال زيارته لجمايكا، وقال أوباما خلال جولته وفقاً لتقرير من البيت الأبيض «لا تزال لدي جميع الألبومات».

## اغتياله
كشف عميل الاستخبارات الأمريكية السابق بيل أوكسلي البالغ من العمر 79 عاما، أن الحكومة الأمريكية طاردت بوب مارلي، ونظمت بين عامي 1974 و1985 عمليات اغتيال استهدفت 17 شخصا آخرين لأسباب أيديولوجية.
هذا العميل الذي اعترف وهو يقاسي سكرات الموت، عمل في وكالة الاستخبارات المركزية 29 عاما، واستعمل مرارا بمثابة قاتل محترف، لتصفية أشخاص «يهددون مصالح الولايات المتحدة».
ومع ذلك، قال العميل السابق أوكسلي في حوار نشرته صحيفة DailyStar إنه لا يشعر بتأنيب الضمير لأنه يرى نفسه وطنيا ولا يشك بتاتا في سلامة أهداف الـ CIA.
عميل الاستخبارات الأمريكية السابق قال في هذا السياق: «كنت وطنيا، وآمنت بـ وكالة المخابرات المركزية، ولم أشك في دوافعها، لقد أدركت دائما أن الصالح العام يتطلب التضحية»

## روابط خارجية
- بوب مارلي على موقع IMDb (الإنجليزية)
- بوب مارلي على موقع الموسوعة البريطانية (الإنجليزية)
- بوب مارلي على موقع مونزينجر (الألمانية)
- بوب مارلي على موقع قاعدة بيانات الأفلام العربية
- بوب مارلي على موقع ألو سيني (الفرنسية)
- بوب مارلي على موقع ميوزك برينز (الإنجليزية)
- بوب مارلي على موقع رولينغ ستون (الإنجليزية)
- بوب مارلي على موقع أول موفي (الإنجليزية)
- بوب مارلي على موقع قاعدة بيانات الأفلام السويدية (السويدية)
- بوب مارلي على موقع إن إن دي بي (الإنجليزية)